# 2013年—2014年柬埔寨示威
2013年－2014年柬埔寨示威是2013年7月至2014年7月期間以柬埔寨救國黨為首的柬埔寨反對派發起的抗議活動。2013年7月，反對派指責政府操控選舉，因此拒絕參加國會，並於金邊舉行大型示威，反對由首相洪森領導的政府。示威持續到了2013年12月，之後政府在2014年1月進行清場行動並禁止集會，直至1個月後解禁。最後政府與反對派達成協議，救國黨議員於2014年8月宣誓就職。
除了反對派，也有其他群體加入示威行列，表達訴求（如爭取調高最低工資的工人），但也有人在示威期間宣洩反越情緒，向越南人施暴。

## 緣由
2013年7月28日，柬埔寨舉行大選，執政的柬埔寨人民黨贏得國民議會68席，宣布獲勝。主要反對黨柬埔寨救國黨贏得55席，但宣稱大選出現違規行為，拒絕承認選舉結果，並抵制國會開幕儀式。歐盟和美國對可能存在的選舉舞弊行為表示關注，而國際非政府組織人權觀察則要求進行「獨立調查」，調查關於選舉舞弊行為的指控。當年12月，反對黨在金邊舉行大規模示威，包括電單車集會。政府表示有關示威是非法集會，並宣稱他們實在「鼓動無政府狀態」。

## 暴力行動和後續事件
2014年1月3日（星期五），軍警在金邊市郊菩森芷區永盛路向示威的製衣廠工人開火，至少4人身亡，逾20人受傷。示威者阻塞道路，又把瓶子和石頭扔向警察，以報復警察當日稍早時對其他示威者和僧侶施暴。由於政府拒絕把最低工資調高到每月160美元，工人發起罷工。示威者的反越情緒非常高漲，並對越南裔柬埔寨人施暴，令一家由越裔經營的咖啡店遭到破壞。
鎮壓行動展開前數天，首相洪森前往越南社會主義共和國，進行國事訪問。反對派指控洪森首相此舉意在尋求越南軍事援助。救國黨副主席根索卡表示，洪森可能藉着這次訪問，尋求越南支持，好讓他繼續掌權，又說首相應該和柬埔寨人商議國家的問題，而不是和外國領袖商議。
1月4日，柬埔寨當局進入主要示威陣地，以武力驅散示威者，但造成4人死亡。當局又禁止示威者繼續示威，金邊市法院也以煽動罷工，「擾亂社會秩序」為由，把反對派領袖傳召到法院問話。
1月27日，蜂巢電台台長蒙蘇農多不理金邊市政府反對，發動示威，和示威者遊行到新聞部，要求政府開放頻譜，以便開辦電視台、擴大蜂巢電台的收聽範圍。此前，新聞部長喬干那烈已經以無線電頻譜已預留予未來的數碼電視頻道為由，拒絕批准蒙蘇農多擴大業務範圍的請求。防暴警察之後用煙霧彈和電棒驅散示威者，而蘇農多則聲言會繼續示威，直至政府批准其請求為止。他在3月31日再舉行示威，意圖遊行到民主廣場，但同樣被防暴警察驅散，至少5人受傷。後來蘇農多露面，並呼籲示威者解散。
示威禁令在當年2月解除，不過洪森警告未來他會動員自己的支持者舉行聚會，抗衡任何由反對黨發動的反政府示威。
2014年7月8日，示威者在金邊越南大使館門前聚集，抗議1949年下高棉領土被讓與越南（此領土變更具有爭議），呼籲越南道歉。越南大使館在7月9日發表聲明，呼籲柬埔寨尊重越南的主權和獨立，拒絕道歉。金邊市當局隨後驅散示威者，引致10人受傷。
2014年7月15日，約有200名反對派示威者在金邊自由廣場遊行。當時出現了暴力事件，不過情況和以前不同：隆邊區保安部隊被示威者毒打，令至少8名警衛受傷。留院治理的警衛說要為自己伸張正義，並譴責反對派施暴。示威領袖莫淑華等6名反對派當選議員被捕。金邊市法院在7月17日傳召根索卡。7月19日，反對派領袖桑蘭西結束長達一個月的歐洲之旅，返回柬埔寨，並在當月22日與首相洪森會面。救國黨同意參與國會，結束柬埔寨史上最久的政治危機。

## 後續事件
人民黨、救國黨在示威結束後簽訂協議，各自分擔國民議會的領袖職務。國民議會第一副主席將由救國黨議員擔任，而第二副主席則由人民黨議員擔任。國會10個專責委員會中，反對黨將出掌其中5個專責委員會（包括新成立的反貪污委員會；國民議會一共設有10個專責委員會）。另外，本來被當局禁止參選的桑蘭西也成為了國會議員。反對派議員於2014年8月5日在王宮宣誓就職。

## 國際反應
聯合國和美國國務院都譴責柬埔寨暴力鎮壓示威。美國國會議員埃德·羅伊斯呼籲洪森下台，說「洪森是時候結束自己掌權30年的局面，辭職下台」。逾500名柬埔寨裔美國人在白宮前方示威，尋求美國政府援助。他們又要求柬埔寨當局釋放23名在警察鎮壓示威期間被捕的人士。聯合國柬埔寨人權狀況特別報告員蘇里亞·蘇貝迪在當局鎮壓示威後訪問柬埔寨，與洪森會晤。
桑蘭西在1月29日前往日內瓦，總部設於當地的聯合國人權理事會當時正在回顧柬埔寨的人權紀錄。
歐盟、澳洲、德國、波蘭、日本和泰國都對柬埔寨的人權狀況表示關注和擔憂。人權觀察則呼籲聯合國向柬埔寨政府施壓。
中華人民共和國外交部發言人華春瑩表示，中國當局希望柬埔寨各方重視國家、民族利益，以和平方式表達訴求，並藉助協商化解分歧。

## 圖集

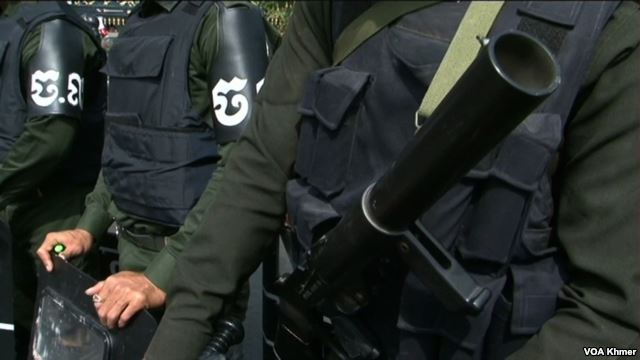
配上武裝的柬埔寨防暴警察。2014年鎮壓示威的暴力行為是柬埔寨1998年大選後鎮壓示威以來最嚴重的暴力鎮壓。
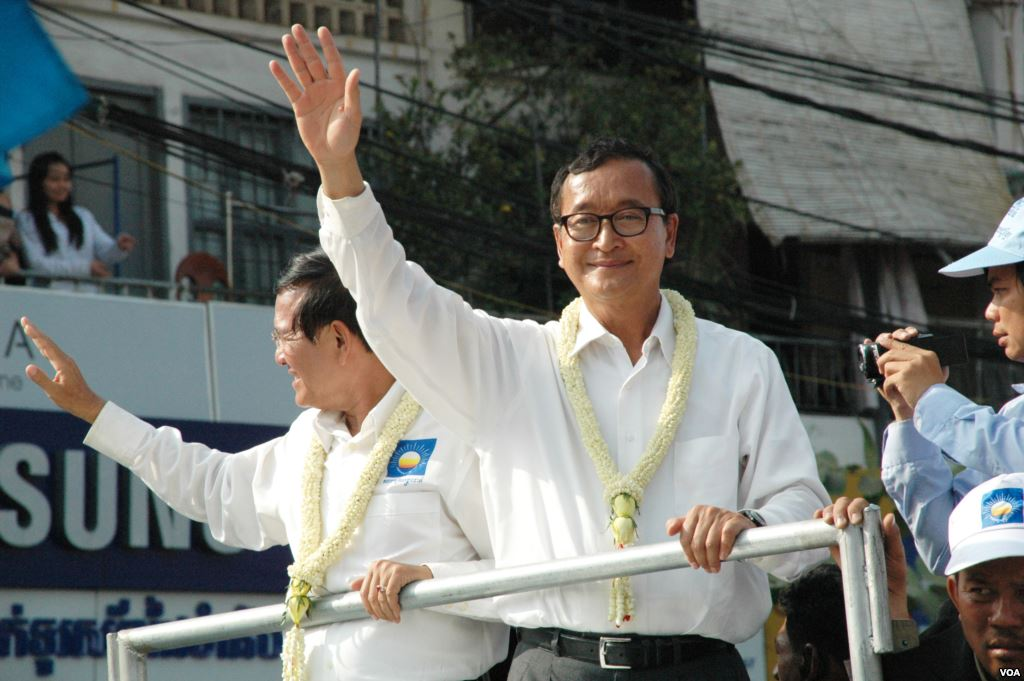
救國黨主席桑蘭西與副主席根索卡在2013年12月一場示威中向示威者揮手
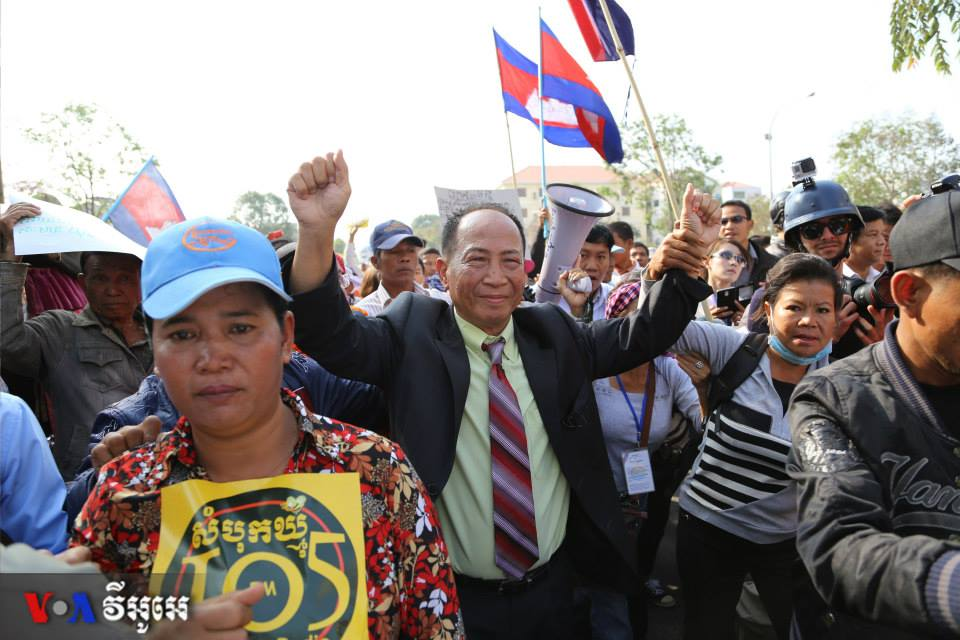
2014年1月，蜂巢電台記者蒙蘇農多在新聞部發起一場示威
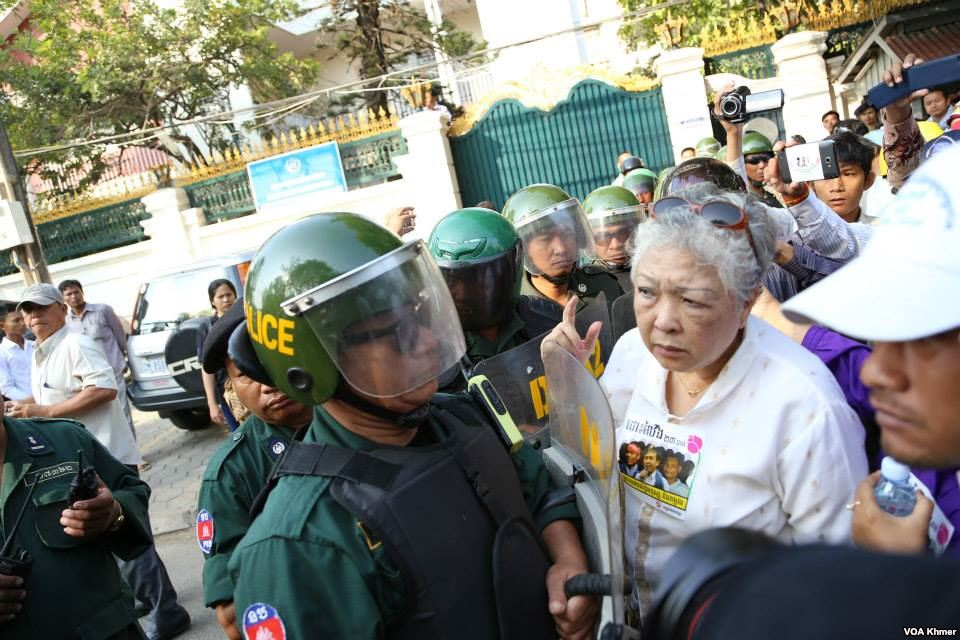
防暴警察在金邊阻止公民團體和非政府組織示威
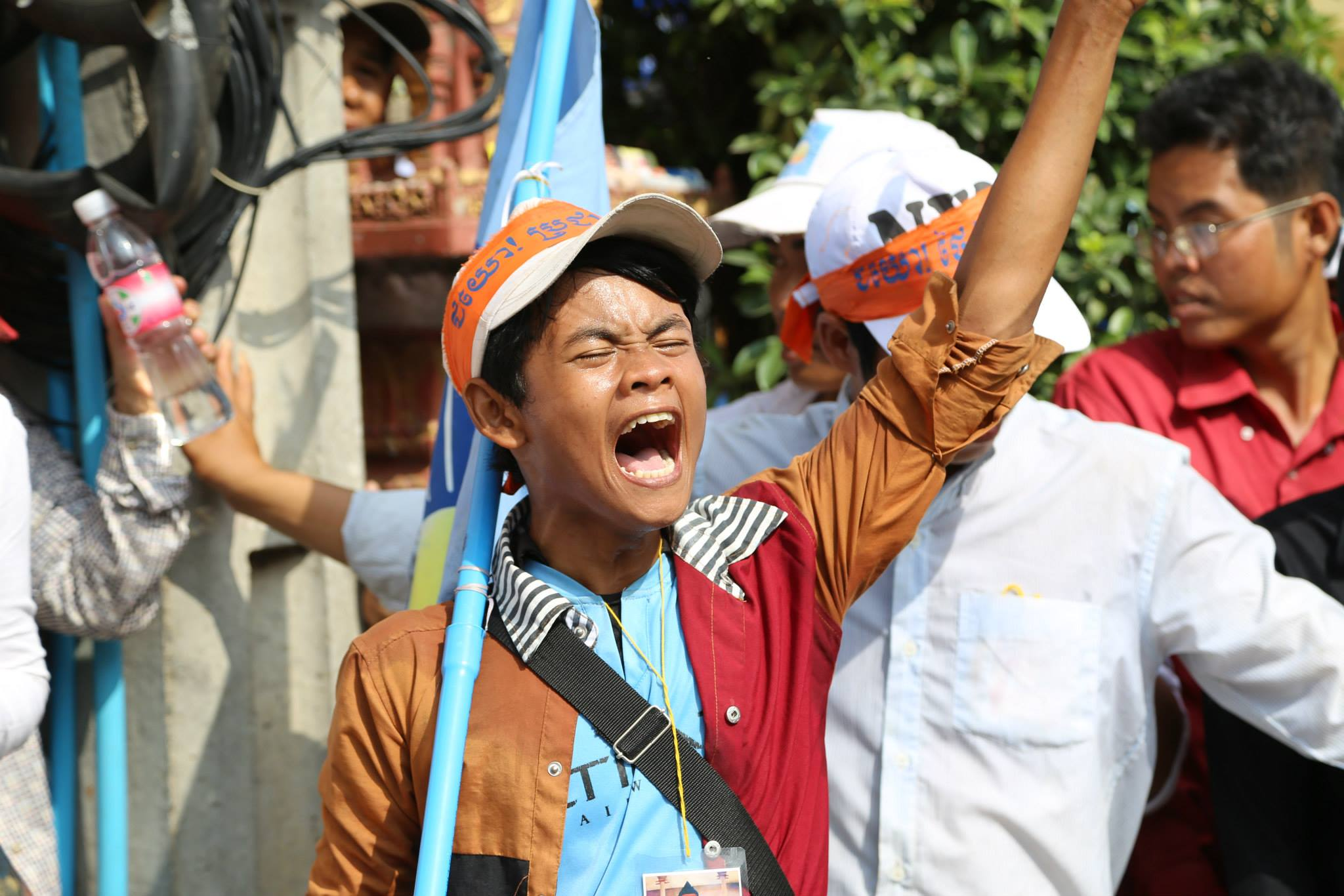
一名青年示威者在反對派三日示威的最後一天大聲呼喊，要求洪森下台。
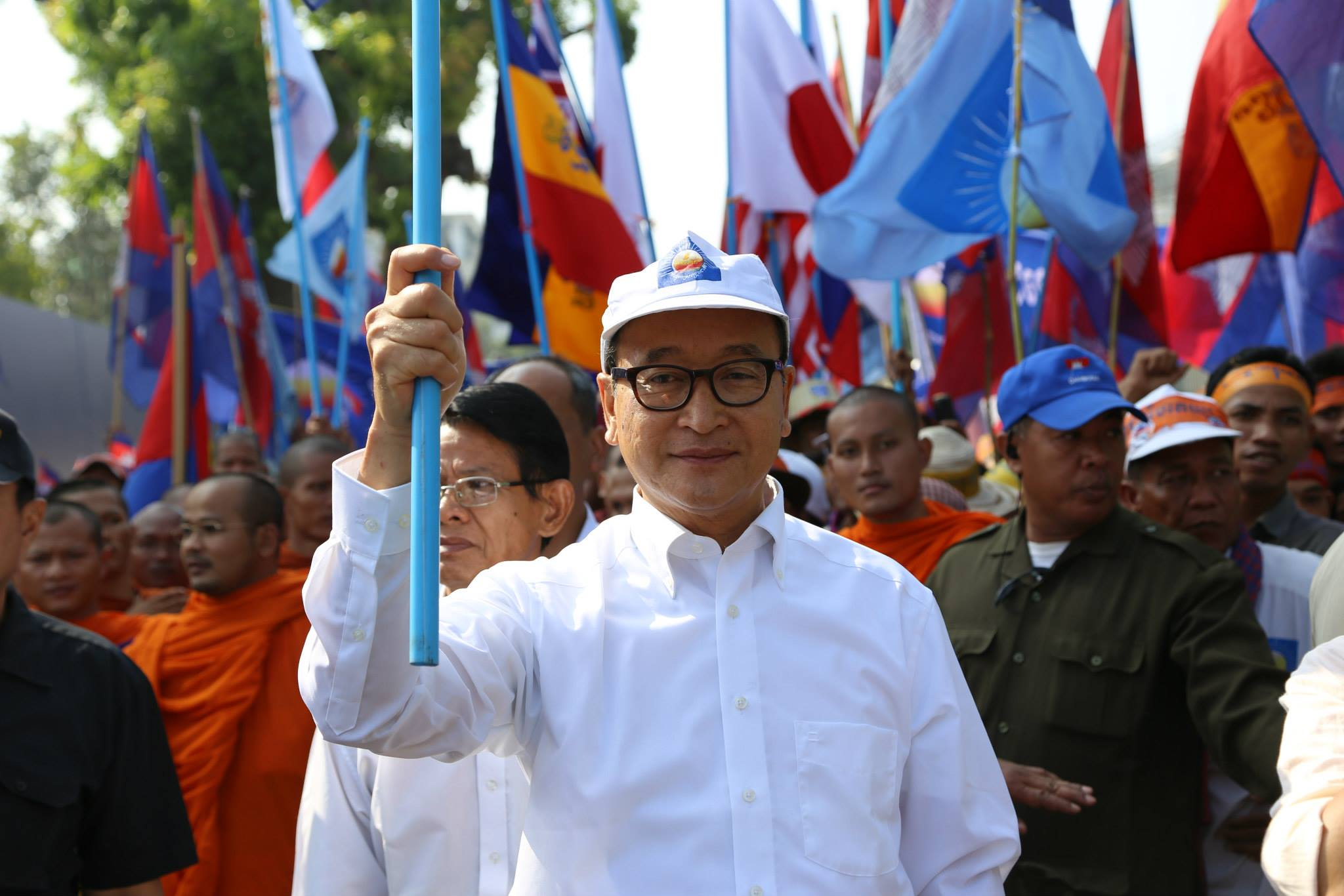
救國黨主席桑蘭西向西方國家大使館遞交請願信，提議進行獨立調查，調查選舉中涉嫌違規的行為
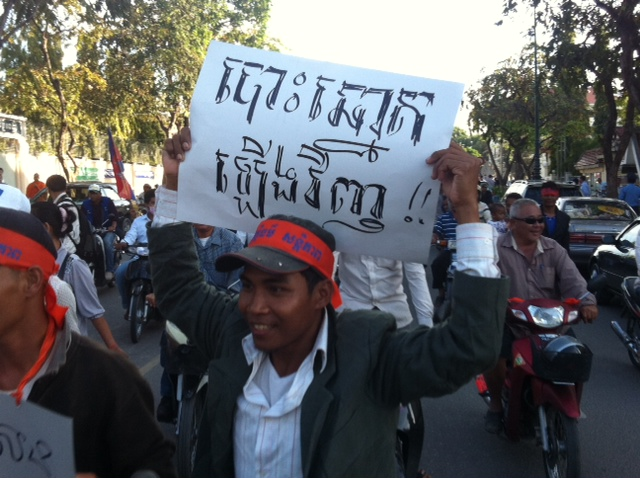
一名示威者遊行；他手上的橫額寫著「重新選舉」